# Hüter der mongolischen Pferde
Hüter der mongolischen Pferde (französischer Originaltitel: Le cavalier mongol) ist ein Dokumentarfilm des Ethnologen und Regisseurs Hamid Sardar. In seiner ethnographischen Filmdokumentation geht es um Angehörige der mongolischen Volksgruppe der Darhat, die im Norden der Mongolei an der Grenze zu Russland leben. Hamid Sardar (geboren 1966 im Iran) ist ein mehrfach ausgezeichneter Dokumentarfilmer mit wichtigen fotografischen Ausstellungen in bedeutenden Galerien weltweit, dessen Arbeit einen stark wissenschaftlichen Hintergrund hat (Ph.D. in Harvard, Experte für mongolische und tibetische Philologie). Sardar lebte ab 2008 rund 13 Jahre in der Mongolei, um alte traditionelle Praktiken der Menschen zu dokumentieren, die nach dem Niedergang des Kommunismus wieder traditionellen Lebensweisen folgten. Im Film Hüter der mongolischen Pferde erzählt er davon, wie die Darhat versuchen, unter harten klimatischen Bedingungen eine Spezialform des Steppennomadismus zu leben, bei der ein Teil der Tiere, die Pferde, halbwild gehalten werden.

## Inhaltsangabe
Der Protagonist des Filmes, der junge Shukhert, ist unter den Darhat bekannt als der beste Zureiter von wilden mongolischen Pferden. Seit einigen Jahren aber werden den Darhat ihre wertvollen Pferde von Angehörigen der Volksgruppe der Tuwiner gestohlen, die auf der russischen Seite der Grenze leben und wegen der auch dort angespannten wirtschaftlichen Situation die Tiere an russische Schlachthöfe verkaufen. Rentierzüchter auf mongolischer Seite, die selbst der Volksgruppe der Tuwiner zugerechnet werden können, helfen ihnen dabei, die Pferde über die Grenze zu bringen. Als Shukherts weißer Zuchthengst verschwindet, nimmt er die Verfolgung auf. Hamid Sardar erzählt in eindrucksvollen Aufnahmen von einem Wettlauf gegen die Zeit, da Shukherts Herde ohne den Hengst in Gefahr ist, nicht über den Winter zu kommen. Obwohl die Darhat, um ihr Überleben zu sichern, verschiedene Herdentiere wie Schafe und Ziegen zur Milch- und Fleischproduktion, sowie Yaks, die sich ausgezeichnet als Transportmittel eignen, halten, haben sie sich auf die Züchtung und das Einreiten einer eigenen, weißen Pferderasse, den „Darhat Tsaagan“, spezialisiert und gehen mit diesen auch ein besonderes emotionales Bündnis ein. Shukhert, der Protagonist des Films, bezeichnet Pferde immer wieder als Seelenverwandte der Menschen: Pferde sind für die Volksgruppe heilig. Sie werden als Spiegel der menschlichen Seele gesehen und es wird geglaubt, dass sie nach dem Tod des Besitzers diesem ins Jenseits folgen. Sie bauen auch eine Verbindung zu den Naturgeistern auf. Deshalb werden auch Legenden über die Entstehung der Pferde erzählt.

## Geographischer, sozialer und politischer Hintergrund der Filmdokumentation
Der Film kann einerseits als erzählerischer Film rezipiert werden, weil er die Geschichte des jungen Mannes Shukhert erzählt, die man gerne verfolgt, da Shukhert über Fähigkeiten verfügt, die es ihm ermöglichen, in Situationen zu bestehen, in denen andere scheitern würden. Er ist ungewöhnlich kräftig und geschickt in allem, was ein Leben fernab jeder zivilisatorischer Erleichterungen fordert. Da der Regisseur Hamid Sardar jedoch einen ausgeprägten wissenschaftlichen Hintergrund hat, führt er die Zuschauer zugleich in die besondere Lebensweise einer abseits lebenden Volksgruppe ein und berichtet einiges über das Leben dieser Menschen in einer wirtschaftlich angespannten Zeit in der Mongolei. Die Darhat sind ein Volk, das nach dem Prinzip des Vollnomadismus lebt. Sie wohnen in Jurten und ziehen mit diesen von Weideplatz zu Weideplatz. Die Nomaden halten Schafe, Ziegen, Yaks und Pferde, sie ernähren sich von deren Fleisch und Milch und verdienen damit ihr Geld. Die harten Umstände des nomadischen Lebensstils treiben viele jüngere Darhat allerdings auch in die Stadt und damit in die Sesshaftigkeit, da es inzwischen kaum mehr möglich ist, allein vom Nomadismus und dem Verkauf von Pferden zu leben.
Das Wirtschaften dieser Volksgruppe folgt dem Prinzip des saisonalen Weidewechsels. Die Darhats nächtigen in mobilen Unterkünften, den Jurten, aus Holz und Filz, die auf dem Rücken der Pferde oder per Auto transportiert werden. Im Winter werden Wildschweine gejagt und Schafe und Yaks werden gegen die winterlichen Bedrohungen wie niedrige Temperaturen, Schneefall und Wölfe geschützt, während die Pferde frei in den nördlich gelegenen Bergen in der Nähe der russischen Grenze leben. Da die Taiga, eine der letzten unberührten Landschaften der Mongolei, im Winter verschneit ist und kaum Weideflächen bietet, können die Darhat die Pferde in dieser Jahreszeit nur schwer versorgen. Die Darhat lassen deshalb ihre Pferde nicht vollkommen zahm werden, damit diese nicht verlernen, sich selbst zu versorgen. Diese spezielle Vorgehensweise eines vertikalen Nomadismus hat zur Folge, dass die Pferde nicht verlernen ihren Wildtierinstinkt zu nutzen, der es ihnen ermöglicht, selbst im Winter noch Nahrung zu finden und sich gegen Wölfe zu verteidigen. Im Frühling werden Schafe und Kaschmirwolle verkauft. Wenn es Sommer wird, holt der Stamm die Pferde aus den Bergen in südlicher gelegene Täler, zähmt diese und reitet sie für die tägliche Arbeit ein. Außerdem nehmen die jungen Männer an Turnieren im Ringen teil und verdienen so zusätzlich Geld. Auch durch Hilfe für andere Familien wird ein bisschen Geld verdient. Im Herbst werden vor allem Schafe und Yaks, aber auch Pferde geschlachtet, um mit dem Fleisch über die Wintermonate zu kommen. Die Pferdeherde beginnt dann im November die gefährlichste Wanderung des Jahres, viele hundert Kilometer Richtung Norden in die vor der Witterung schützenden Berge kurz vor der russischen Grenze.
Das Sozialleben der Darhat findet vor allem innerhalb der Familie und den darüber hinaus gehenden kleinen Gemeinschaften statt. Die Familie lebt gemeinsam in einer Jurte, sie zieht mit dem Vieh umher, allerdings unterstützen sich die Familien oft gegenseitig und es gibt ausgeprägte Gemeinschaften zwischen mehreren Familien, die zu einer Sippe oder einem Clan gehören. In der Regel finanzieren die jüngeren Generationen das Leben der Älteren. Die Nomaden kommen im Sommer immer wieder bei Jubiläums- oder Gedenkfeiern und Turnieren im Ringen zusammen. Trotz der Anziehung der Städte bleiben viele bei ihrer traditionellen Lebensform, nur die jungen Menschen ziehen oft in die Städte, sodass Eltern und Großeltern alleine gelassen werden und auf Unterstützung der anderen Familien angewiesen sind.
Das Gebiet der Darhat gehörte ehemals der Volksgruppe der Tuwiner. Diese waren in der Zeit des Kommunismus zwangsweise umgesiedelt worden in ein Gebiet im heutigen Russland, den Darhat hingegen wurde das Grenzgebiet zwischen der Mongolei und Russland zugeteilt. Dadurch ergab sich eine bis heute bestehende Stammesrivalität. Die Tuwiner stehlen den Darhat die Pferde und verkaufen deren Fleisch dann illegal. So wurde aus der Rivalität ein Geschäft, das eine Bedrohung für die Gemeinschaft der Darhat bedeutet, weil einerseits manche Darhat mit den Tuwinern aus wirtschaftlicher Not kooperieren, zum anderen stärkt es aber auch die Gemeinschaft, da man sich gemeinsam gegen die fremden Diebe verteidigen will.
Bei den Nomaden herrscht eine strikte Aufgabenverteilung, die stark nach Geschlecht differenziert ist, auch davon erzählt der Film, der sich allerdings stark auf die Darstellung der Männerrolle konzentriert. Während die Frauen sich um das Kochen und das Pflegen der Tiere kümmern, reiten die Männer die Pferde ein und übernehmen die körperlich anspruchsvolleren Aufgaben in der Tierversorgung.
Neben der nomadischen Tierhaltung spielt die Darstellung von Ringkampfszenen im Sommer als Einnahmequelle aber auch als gesellschaftliche Attraktion im Rahmen von Festen oder Gedenkfeiern eine wichtige Rolle. Der Ringkampf sorgt für soziales Ansehen und deshalb wird er vorab mit Tieren trainiert. Man sieht z. B. wie Shukhert mit Fohlen übt, die er hochhebt und auf den Rücken legt. Im Winter sorgt die Wildschweinjagd für weitere Einnahmen, im Frühling der Verkauf von Kaschmirwolle und Schafen. Der Gütertausch findet nicht immer gegen Geld statt, sondern auch gegen anderweitige Gegenleistungen, wie z . B. Naturalien.
Darin, all dies neben der Haupterzählung des Films, in dokumentarischer Weise fast nebenbei einfließen zu lassen, besteht die besondere Leistung des Regisseurs Hamid Sardar, in diesem Film wie in seinem weiteren fotografischen Werk.